# Gregorio Fonseca
Gregorio Fonseca Recio, conosciuto anche come Goyo Fonseca (La Seca, 26 novembre 1965) è un ex calciatore spagnolo, di ruolo attaccante..

## Palmarès
- Coppa della Liga: 1

Real Valladolid: 1984
- Segunda División spagnola: 1

Espanyol: 1993-1994